# Ireneusz Ihnatowicz
Ireneusz Ihnatowicz (ur. 19 stycznia 1928 w Głębokiem, zm. 4 stycznia 2001 w Warszawie) – polski historyk, archiwista, profesor. Specjalista w dziedzinie historii gospodarczej Polski XIX i XX w. oraz nauk pomocniczych historii. 

## Życiorys
Pochodził z terenu województwa wileńskiego II RP. 
Po obronie pracy magisterskiej na Wydziale Prawno-Ekonomicznym Uniwersytetu Łódzkiego (1950) wykładał w Wyższym Seminarium Duchownym Księży Orionistów w Zduńskiej Woli. W latach 1951–1956 zatrudniony w Archiwum Państwowym w Łodzi, następnie 1956–1960 w Naczelnej Dyrekcji Archiwów Państwowych. Od 1957 mieszkał w Warszawie. Pracownik Instytutu Historii Uniwersytetu Warszawskiego od 1956, zajmował kolejno stanowiska starszego asystenta (1957), adiunkta (1961), docenta (1967), profesora nadzwyczajnego (1974) w Katedrze Historii Polski Nowożytnej i Najnowszej, później Katedra Historii Polski XIX i XX w. Po Aleksandrze Gieysztorze kierował do 1994 Zakładem Nauk Pomocniczych i Metodologii Historii IH UW. Pracował także w Polskiej Akademii Nauk. Przeszedł na emeryturę w 1998.
Żonaty z Jadwigą Kalinowską (1926–2006), pochodzącą ze Zduńskiej Woli, pracowniczką Biblioteki Narodowej. Jego córką jest prof. dr hab. Ewa Ihnatowicz, emerytowana pracowniczka Instytutu Literatury Polskiej na Wydziale Polonistyki Uniwersytetu Warszawskiego. 
Spoczywa razem z żoną na starym cmentarzu w Zduńskiej Woli.

## Wybrane prace
- Dzieje gospodarcze Polski do 1939 roku (współautorzy: Benedykt Zientara, Antoni Mączak, Zbigniew Landau, 1965)
- Vademecum do badań nad historią XIX i XX wieku, (wspólnie z Andrzejem Biernatem) (t. 1–2 1967–1971)-
- Społeczeństwo polskie od X do XX wieku (1979)
- Nauki pomocnicze historii XIX i XX wieku (1990)